# Eye & I
Eye & I je debitanski album kanadskog hip hop pjevača Kardinala Offishalla.

## Popis pjesama
Sve pjesme je producirao Kardinal Offishall.
| #   | Naslov                              | Gost u pjesmi   | Trajanje |
| --- | ----------------------------------- | --------------- | -------- |
| 1.  | "Breakdown (Keep Moving)"           | Denosh          | 4:42     |
| 2.  | "On wid da Show"                    |                 | 4:06     |
| 3.  | "Da Brown"                          |                 | 4:13     |
| 4.  | "Hint-a-lude"                       |                 | 0:43     |
| 5.  | "Mysteries"                         |                 | 4:34     |
| 6.  | "P.W.O.T."                          | Afrolistics     | 4:03     |
| 7.  | "My Niah"                           | L.J.            | 4:14     |
| 8.  | "Madmoizellez"                      | Wade O. Brown   | 4:52     |
| 9.  | "Hint-a-lude"                       |                 | 0:10     |
| 10. | "Make It Happen"                    | Rascalz         | 4:53     |
| 11. | "W.I. Philosophi"                   | Miss Raelene    | 1:26     |
| 12. | "Sweet Marie"                       | Nicole Sinclair | 4:02     |
| 13. | "Bellee Buss (Don't Make Me Laugh)" |                 | 3:24     |
| 14. | "LoLo"                              |                 | 1:56     |
| 15. | "King of da Hill"                   | Tara Chase      | 4:32     |
| 16. | "Elle A"                            |                 | 3:57     |
| 17. | "Jeevin' (Life)"                    | Jully Black     | 5:16     |
| 18. | "Naughty Dread Pt. II"              |                 | 4:40     |
| 19. | "Hint-a-lude"                       |                 | 0:30     |
| 20. | "Friday Night"                      |                 | 3:18     |